# Manuel de la Puente y Aranguren
Manuel de la Puente y Aranguren   (Astúries, 6 de setembre de 1784 - Cadis, 7 de maig de 1857) fou un polític i militar espanyol.
Fou ministre de Guerra en el darrer govern del Trienni Liberal presidit per José Luyando y Díez de juliol a octubre de 1823. Després participà en la Primera Guerra Carlina organitzant la defensa d'Almadén l'octubre de 1836. En 1840 fou condecorat amb la gran creu de l'Orde de Sant Hermenegild. Fou senador per la província de Ciudad Real de 1843 a 1845.